# Eustroma interrupta
Eustroma interrupta là một loài bướm đêm trong họ Geometridae.